# Christophe Lavainne
Christophe Lavainne (Châteaudun, 22 dicembre 1963) è un ex ciclista su strada e ciclocrossista francese.
Professionista tra il 1984 ed il 1994, vinse due edizioni del Giro del Lussemburgo, una tappa al Tour de France e due campionati francesi di ciclocross.

## Carriera
Corse per nove anni per la Castorama di Cyrille Guimard, passando alla CSM Persan negli ultimi due anni di professionismo. Nel 1984 si impose nella generale al Tour de Luxembourg, di cui vinse il prologo nell'anno successivo. Nel 1987 fu terzo ai campionati del mondo di ciclocross ed ottenne una vittoria di tappa al Circuit de la Sarthe ed una al Tour de France, mentre il 1988 lo vide imporsi ai campionati francesi di ciclocross ed in una tappa del Tour of Ireland. Nel 1989 fu ancora bronzo mondiale nel ciclocross, mentre l'anno successivo rivinse i campionati nazionali ed il Tour de Luxembourg. Nel 1992 ottenne due vittorie di tappa all'Herald Sun Tour, ultimi successi di prestigio della sua carriera. Partecipò a sette edizioni del Tour de France, due della Vuelta a España, una del Giro d'Italia, tre mondiali su strada e quattro mondiali di ciclocross.

## Palmarès

### Strada
- 1983 (Dilettante, una vittoria)

Circuit de la vallée de la Loire
- 1984 (Renault-Elf, una vittoria)

Classifica generale Tour de Luxembourg
- 1985 (Renault-Elf, una vittoria)

Prologo Tour de Luxembourg
- 1987 (Système U, due vittorie)

4ª tappa Circuit de la Sarthe (La Ferté-Bernard > Ballon)
4ª tappa Tour de France (Strasburgo > Épinal)
- 1988 (Système U, due vittorie)

1ª tappa Tour of Ireland (Dublino > Boyle)
- 1990 (Castorama, una vittoria)

Classifica generale Tour de Luxembourg
- 1992 (Castorama, tre vittorie)

3ª tappa Herald Sun Tour (Launceston > Devonport)
5ª tappa, 1ª semitappa Herald Sun Tour (Ballarat > Maldon)
2ª tappa Mazda Tour

### Ciclocross
- 1987/1988 (due vittorie)

Carnetin
Campionati francesi
- 1989/1990 (tre vittorie)

Digione
Lanarvily
Campionati francesi

### Altri successi
- 1987

Criterium di Tolosa
- 1992

Criterium di Lèves
Criterium di Lorient

## Piazzamenti

### Grandi giri
- Giro d'Italia

1990: 94º
- Tour de France

1985: fuori tempo massimo (15ª tappa)
1986: 88º
1987: 40º
1988: 67º
1989: 64º
1990: ritirato (14ª tappa)
1991: 92º
- Vuelta a España

1986: 67º
1987: 69º

### Classiche
- Giro delle Fiandre

1987: 12º
1988: 88º
- Parigi-Roubaix

1988: 30º
1990: 69º
- Giro di Lombardia

1984: 42º
1988: 26º

### Competizioni mondiali
- Campionati del mondo su strada

Villach 1987 - In linea: ritirato
Ronse 1988 - In linea: ritirato
Chambéry 1989 - In linea: ritirato
- Campionati del mondo di ciclocross

Mladá Boleslav 1987: 3º
Hägendorf 1988: 5º
Pontchâteau 1989: 3º
Gieten 1991: 10º